# 카를로스 산타나 (1986년)
카를로스 산타나(Carlos Santana, 1986년 4월 8일 ~ )는 도미니카 공화국의 야구 선수이자, 현재 미국 내셔널 리그 밀워키 브루어스의 선수이다.